# Scopoides gertschi
Scopoides gertschi är en spindelart som först beskrevs av Norman I. Platnick 1978.  Scopoides gertschi ingår i släktet Scopoides och familjen plattbuksspindlar. Inga underarter finns listade i Catalogue of Life.